# كارين باترسون
كارين باترسون (بالإنجليزية: Karen Paterson)‏ مواليد 18 مايو 1982 في إدنبرة، هي لاعبة كرة مضرب بريطانية سابقة بدأت مسيرتها كمحترفة سنة 1998 وكانت تلعب باليد اليمنى، اعتزلت اللعب في 2007 . أعلى تصنيف لها في الفردي كان المركز الـ 369 في سنة 2005. أعلى تصنيف لها في الزوجي كان المركز الـ 220 في سنة 2007.

## روابط خارجية
- كارين باترسون على موقع رابطة محترفات التنس (الإنجليزية)
- كارين باترسون على موقع الاتحاد الدولي لكرة المضرب (الإنجليزية)
- كارين باترسون على موقع إي إس بي إن.كوم (الإنجليزية)